# Wolfgang Gansert
Wolfgang Gansert (* 26. Oktober 1955 in Elxleben) ist ein ehemaliger deutscher Radrennfahrer.

## Erfolge
Gansert begann 1968 mit dem Radsport in der BSG Traktor Elxleben. Er war ab 1970 Mitglied der Radsportabteilung des SC Turbine Erfurt. Bei der Kinder- und Jugendspartakiade 1972 gewann er das Straßenrennen der Altersklasse Jugend B. 1974 gewann er bei der DDR-Rundfahrt die 7. Etappe und damit die Harzrundfahrt. Als aktivster Fahrer war Wolfgang Gansert Gewinner des Violetten Trikots. In der Wertung für den besten Nachwuchsfahrer (Weißes Trikot) belegte er hinter Hans-Joachim Hartnick den zweiten Platz. Im Gesamtklassement belegte er den 34. Rang. Für die Nationalmannschaft des Radsportverbandes der DDR startete er einmal, 1974 bei der Bulgarien-Rundfahrt, schied aber vorzeitig aus dem Rennen aus.